# Вежмозеро
Вежмозеро (также Вежм-озеро, Вежемское) — проточное озеро в Приморском районе Архангельской области России. Располагается в северной части  Онежского полуострова, к югу от Мяндозера и к востоку от Лямицкого озера, в пределах национального парка Онежское Поморье, на высоте 126,6 м над уровнем моря.
Озеро неправильной формы, береговая линия на севере относительно ровная, на юге изрезана мысами и полуостровами, несколько значительных островов в западной части водоёма. Длина озера 6,2 км, максимальная ширина в центральной части — 3,9 км. Площадь — 14,5 км². Площадь водосборного бассейна — 36,6 км². На северо-западе впадает безымянный ручей. Река Вежма вытекает на юго-востоке. Питание снеговое и дождевое. Берега покрыты преимущественно хвойным лесом, на западе заболочены. Обитает щука, окунь.
Код водного объекта в государственном водном реестре — 03020300512103000004521.